# سانسور اینترنت در ایران

صفحه اصلی فیلترینگ موسوم به «پیوندها» در سال ۱۳۸۹

سانسور اینترنت در ایران که تحت نام فیلترینگ اینترنت در ایران نیز شناخته می‌شود، مجموعه‌ای از اقدامات برای اعمال سانسور، محدودیت و نظارت سازمان‌یافته و هدف‌دار بر دسترسی به محتوای وبگاه‌ها و استفاده از خدمات اینترنتی برای کاربران ایرانی است که توسط نظام اسلامی حاکم بر این کشور صورت می‌پذیرد. سانسور اینترنت در ایران از گذشته رو به افزایش بوده و در چند سال ابتدایی قرن ۲۱ میلادی، ایران موج بزرگی را در استفاده از اینترنت تجربه کرد. در ۲۰۱۸ میلادی، ایران نرخ تقریبی نفوذ اینترنت بین ۶۴٪ الی ۶۹٫۱٪ را برای جمعیتی تقریباً ۸۶ میلیون نفره داشته است. پس از سانسور یوتیوب در ایران، سرویس اشتراک ویدئو آپارات در ایران بنیان‌گذاری شد. اما در آبان ۱۳۹۹، به دلیل فعالیت یکی از کاربران در آپارات، مدیرعامل آن به ۱۰ سال زندان محکوم شد. همچنین در سال ۱۳۹۹ سایت کوتاه‌کننده لینک بیت‌لی (Bitly) فیلتر شد.
فیلترینگ در ایران بر اساس قوانین مصوب در شورای عالی فضای مجازی و مجلس شورای اسلامی اعمال می‌گردد. روند فیلترینگ و مسدودسازی به درستی مشخص نیست و سیاست‌های آن غیرشفاف است. یکی از مشاوران قوهٔ قضائیه ایران تعداد وبگاه‌های فیلتر شده تا آبان ۸۷ را پنج میلیون برشمرد. این در حالی است که اغلب مسئولان و وزیران کشور در شبکه‌های اجتماعی فیلتر شده در ایران حساب کاربری دارند و برای ایرانیان و جهانیان عملکرد خود را تشریح می‌کنند. این موضوع باعث شده که اغلب مردم ایران نگاه بدی نسبت به امر فیلترینگ داشته باشند که اگر برای آن‌ها مجاز است چرا برای دیگر افراد مجاز نیست. به این دلیل حتی با فیلترینگ شبکه‌های اجتماعی نظیر فِیس‌بوک و توییتر، ایرانیان حضور خود را برای ارتباط با جهانیان و مسئولان کشور خودشان در فِیس‌بوک و توییتر ادامه دادند.
فیلترینگ هیچگاه در ایران متوقف نشده و در تمام دولت‌ها اجرا شده است. ایران به همراه چین، سوریه، بحرین و ویتنام پنج کشور دشمن اینترنت نام گرفته‌اند. بر پایه گزارش ۲۰۲۱ سازمان غیردولتی خانه آزادی، ایران پس از دو کشور چین و میانمار، بیشترین محدودیت‌ها را در زمینه اینترنت اعمال می‌کند.
همچنین در طی اعتراضات آبان ۱۳۹۸ و خیزش ۱۴۰۱ ایران حکومت به‌طور بی‌سابقه‌ای، چندین روز قطع کردن اینترنت را اعمال کرد.
در ۱۲ مرداد ۱۴۰۴، کمیته اینترنت و زیرساخت‌های انجمن تجارت الکترونیک تهران گزارشی منتشر کرد که در آن سانسور اینترنتی گسترده از سوی دولت به‌عنوان عامل اصلی افت کیفیت اینترنت در کشور معرفی شده است. این گزارش با اشاره به رتبه ۹۷ ایران در میان ۱۰۰ کشور جهان از نظر کیفیت اینترنت، تأکید می‌کند که محدودسازی دسترسی به وب‌سایت‌ها و پلتفرم‌ها، فضای اینترنت را از حالت آزاد خارج کرده و موجب تضعیف جدی زیرساخت‌های دیجیتال شده است.

## ایران در فهرست دشمنان اینترنت
در مارس ۲۰۱۳، گزارشگران بدون مرز در روز جهانی مبارزه با سانسور اینترنتی، گزارشی منتشر کرده که در آن ایران به همراه چین، سوریه، بحرین و ویتنام پنج کشور دشمن اینترنت نام گرفته‌اند. سازمان گزارشگران بدون مرز مرکز ملی فضای مجازی ایران را در فهرست نهادهای سرکوبگر سایبری در جهان قرار داد و فعالیت‌های آن را «خطری آشکار برای آزادی عقیده و بیان تصریح شده در ماده ۱۹ اعلامیه جهانی حقوق بشر» عنوان کرد.
همچنین مطابق گزارش خانهٔ آزادی که کشورها را بر اساس موانع دسترسی، محدودیت‌ها در زمینهٔ محتوا و موارد نقض حقوق کاربران دسته‌بندی می‌کند، در سال ۲۰۱۴ میلادی وضعیت آزادی اینترنت در ایران به عنوان بدترین در جهان ارزیابی شده است. طبق گزارش این نهاد در سال ۲۰۱۷، حملات فنی برای دستکاری شبکه‌ها، پس از دستگیری افراد به دلایل سیاسی-اجتماعی، دومین روش عمده برای کنترل اینترنت ارزیابی شده است که از سوی کشورهای چین، اتیوپی، ایران و سوریه به کار گرفته شده‌اند.
بر پایه فهرست ۲۰۲۲، خانه آزادی جمهوری اسلامی که بر ایران حکومت می‌کند را جزء گروه غیرآزادترین کشورها از نظر دسترسی به اینترنت قرار داد. همچنین در سال ۲۰۲۲ جمهوری اسلامی فلج کننده‌ترین سانسور اینترنت بر ایران را اعمال کرد.

## سابقه قطع اینترنت در ایران
- در تاریخ ۲۵ آبان ۱۳۹۸[۲۸][۲۹] با دستور شورای عالی امنیت ملی، حکومت ایران به مدت هشت روز، اینترنت بین‌المللی[۳۰] را به منظور مهار اعتراضات آبان ۱۳۹۸ ایران،[۳۱][۳۲][۳۲] قطع و تنها دسترسی به سایت‌های ایرانی که از سرور داخل کشور استفاده می‌کردند قابل دسترس بود.[۳۳][۳۴][۳۵] در این بین کسب و کارهای زیاد ایرانی[۳۶][۳۷][۳۸] که سایت خود را خارج از کشور راه اندازی کرده بودند یا از طریق شبکه‌های اجتماعی و پیامرسان‌ها نظیر اینستاگرام، واتساپ، تلگرام و… به ارائه خدمات و محصولات مشغول بودند ضرر زیادی را به دوش کشیدند.[۳۸][۳۹][۴۰] در این میان جامعه جهانی،[۳۱][۴۱] کشورهای آلمان، آمریکا، فرانسه، انگلستان و چندین کشور دیگر و سازمان یونسکو به قطع اینترنت ایران اعتراض کردند و همچنین وزارت خزانه داری آمریکا، وزیر ارتباطات ایران آذری جهرمی را تحریم کرد.[۴۲][۴۳] او در واکنش به این تحریم، نقش خود در قطع اینترنت را انکار کرد.[۴۳][۴۳][۴۴][۴۵]
- روز ۴ دی ۱۳۹۸ و همزمان با مراسم چهلم جان‌باختگان اعتراضات آبان، مقامات جمهوری اسلامی دسترسی به موبایل اینترنتی به سایت‌های خارجی را در استانهای مختلف بسته‌اند.[۴۶] قطعی اینترنت در ایران احتمال اجرایی شدن عملیات «اینترنت ملی» را نیز افزایش داده است به طوری که چندی پیش کانون نویسندگان ایران در بیانیه‌ای گفته بود که حکومت با اجرای عملیات «اینترنت ملی» می‌خواهد تا «رسانه حاکم تنها صدایی شود که حق سخن و حکم راندن بر مردم را دارد.»[۴۷]

- با بالا گرفتن اعتراض کشاورزان اصفهان، اینترنت در برخی مناطق اصفهان قطع یا دچار اختلال شد.[۴۸][۴۹]
- در تاریخ ۳۰ شهریور ۱۴۰۱ با اوج‌گیری اعتراضات مردم به وضع موجود در جامعه و مرگ مشکوک مهسا امینی در بازداشت گشت ارشاد و قانون حجاب اجباری، جمهوری اسلامی با محدود کردن پهنای باند و همچنین فیلترینگ اپلیکیشن‌های اجتماعی مانند واتساپ و اینستاگرام و…، اقدام به ایجاد خفقان سیاسی کرد تا جلوی انتشار اخبار بیشتر اعتراضات مردمی را بگیرد.
- نت‌بلاکس، سازمان غیردولتی ناظر بر اینترنت جهانی، اعلام کرد روز ۳۰ شهریور ۱۴۰۱ ابتدا اینستاگرام و سپس واتساپ به دستور شورای عالی امنیت کشور برای کاربران ایرانی فیلتر شدند. علاوه بر این‌ها اپلیکیشن‌های لینکدین، گوگل‌پلی و اپ‌استور، همچنین سایت استارلینک هم در ایران فیلتر شده‌اند.[۵۰]
- در اوایل تیرماه ۱۴۰۴ در پی حمله اسرائیل به ایران، حکومت اقدام به قطع اینترنت بین‌الملل نمود.[۵۱]

## تاریخچه
در مهر ماه ۱۳۷۷ , علی خامنه‌ای «ابلاغیهٔ سیاست‌های کلی شبکه‌های اطلاع‌رسانی رایانه‌ای» را صادر کرد. با ابلاغ سیاست‌های کلی شبکه‌های اطلاع‌رسانی رایانه‌ای به محمد خاتمی (رئیس‌جمهور وقت ایران)، علی‌رغم مخالفت مخابرات و دولت او با قانون‌گذاری پیرامون اینترنت در خارج از مجلس، شورای عالی انقلاب فرهنگی به تصویب قوانین مربوط به اینترنت از جمله فیلترینگ پرداخت. که در مجموعه مصوباتی با عنوان «مقررات و ضوابط شبکه‌های اطلاع‌رسانی و رایانه‌ای» به مسئلهٔ فیلترینگ و نظارت بر شرکت‌های تأمین خدمات اینترنتی پرداخته شد. در سال ۸۱ فیلترینگ به صورت جدی مورد توجه قرار گرفت. کمیته‌ای سه نفره شامل: نمایندهٔ وزارت اطلاعات، نمایندهٔ وزارت فرهنگ و ارشاد اسلامی و نمایندهٔ صدا و سیما برای رسیدگی به وضعیت اینترنت تشکیل شد. نمایندهٔ دبیرخانهٔ شورای اسلامی و نماینده سازمان تبلیغات اسلامی به عنوان دو عضو دیگر، بعداً به این کمیته پیوستند. این کمیته برای شروع لیست ۱۱۱ هزار سایت ممنوعه را به شرکت‌های تأمین خدمات اینترنتی داد.
با افزایش شمار کاربران اینترنت در اوایل قرن بیست و یکم، تعداد کاربران در سال ۲۰۱۳ به ۴۶ میلیون نفر رسید. در همین زمان، فیلترینگ اینترنت در ایران رو به افزایش بوده است.
فیلترینگ با هدف جلوگیری از دسترسی کاربران به وبگاه‌های مغایر با قوانین و سیاست‌های جمهوری اسلامی ایران از سوی شرکت مخابرات ایران صورت می‌گیرد؛ تا سال ۸۸ در صورت وارد کردن نشانی یک وبگاه فیلتر شده، پیغامی نزدیک به این عنوان ظاهر می‌شد: «مشترک گرامی! دسترسی به این سایت امکان‌پذیر نمی‌باشد». از ابتدای سال ۱۳۸۹ به جای پیغام قبلی صفحه‌ای جایگزین شد که ضمن اعلام فیلتر شدن نشانی مذکور به کاربران توصیه می‌کرد به وبگاه‌های دیگری که در آن صفحه معرفی شده‌اند مراجعه کنند.
این اقدام شرکت مخابرات بازتابهای فراوانی در میان کاربران و وبگاه‌های اینترنتی در ایران داشت. این اقدام از سوی عده‌ای نوعی تبلیغ گسترده برای این وبگاه‌ها و افزایش تعداد بازدیدکنندگان آن‌ها به‌شمار می‌رود.
وبگاه تابناک (یکی از وبگاه‌هایی که برای بازدید توصیه شده بود) به شدت از راه‌اندازی این سیستم حمایت کرد و نوشت:
با به‌کارگیری نرم‌افزار جدید فیلترینگ سایت‌های ضداخلاقی و متخلف کشور، صفحهٔ فیلترینگ این سایت‌ها نیز تغییر کرده است. این نرم‌افزار جدید فیلترینگ در راستای جنگ نرم و مقابله با توطئه‌های دشمنان کشور به خصوص در حوزهٔ سایبر صورت گرفته است و در نرم‌افزار جدید که بسیار هوشمند است تمام ترفندهای مختلف سایت‌های ضدانقلاب و ضد اخلاقی در نظر گرفته شده است.
علیرضا شیرازی، مدیر سایت‌های بلاگفا و پارسیک، در نقدی از صفحهٔ جدید فیلترینگ در وب‌نوشت خود چنین می‌گوید:
از ابتدای سال ۸۹ کاربران ایرانی شاهد تغییراتی در صفحه فیلترینگ بودند، در صفحه جدید علاوه بر نمایش پیامی دربارهٔ عدم دسترسی به سایت درخواست شده پیام تبریک سال نو نیز نمایش داده می‌شود و اما مهم‌ترین بخش این صفحه جدید نمایش لینک ده‌ها سایت ایرانی است. به نظر می‌رسد که طراحان صفحه جدید فیلترینگ به نوعی قصد حمایت از سایتهای ایرانی را دارند و احتمالاً قصد دارند که کاربر ایرانی را که به دلیلی قصد مشاهده سایتی فیلترشده را داشته دعوت به استفاده از سایتهای ایرانی کنند. اما آنچه در صفحه جدید فیلترینگ صورت گرفته است به دلایلی که در ادامه اشاره خواهد شد به نوعی حقوق کاربران و مدیران سایتهای ایرانی را نقض کرده است.

در سپتامبر ۲۰۰۳ شرکت خصوصی VeriSign که اپراتور و پیمانکار ثبت دامنه‌های com. ,.net است تلاش کرد تا به جای درخواست‌های کاربران برای مشاهده دامنه‌هایی که هنوز ثبت نشده بودند ایشان را به پرتال خود به نام Site Finder راهنمایی کند و فهرستی از سایتهای مشابه و فعال را به کاربر نمایش می‌داد. این مسئله خیلی زود باعث واکنش آیکان (ICANN) شد و VeriSign مجبور شد در فاصله کوتاهی این سرویس خود را غیرفعال کند. اگرچه شاید ایده VeriSign مورد پسند برخی کاربران نیز واقع شد اما مشخص است که همان‌طور که آیکان نیز واکنش نشان داد حقوق کلی کاربران و مفاهیم اولیه اینترنت را نقض می‌کند.
در گزارش اکتبر ۲۰۱۳ احمد شهید، گزارشگر ویژهٔ شورای حقوق بشر سازمان ملل متحد، آمده است که در ماه ژوئیه سال ۲۰۱۳، ۶۷ کافی‌نت در ایران تعطیل شده‌اند و به بنا به اظهارات مقامات دولتی ایران تا پنج میلیون وبگاه مسدود گشته‌اند. ماهانه حدود ۱۵۰۰ وبگاه که شامل مطالب مربوط به مسلمانان وهابی، بهائیان، یهودیان، موسیقی، اخبار، دفاع از حقوق بشر اقلیت‌ها و رسانه‌های اجتماعی در ایران مسدود می‌گردند.

### فیلترینگ در دولت نهم
پس از روی کار آمدن دولت احمدی‌نژاد، صفار هرندی وزیر ارشاد وی طرحی تحت عنوان ساماندهی وبگاه‌ها را تصویب کرد. بر اساس این طرح تمام وبگاه‌ها و وبلاگ‌های ایرانی می‌بایست اطلاعات کامل خود و نویسندگان را در وب‌گاهی که وزارت ارشاد راه‌اندازی کرده بود ثبت می‌کردند. این طرح که با واکنش منفی گسترده روبرو گردید عملاً عقیم ماند. پس از این اقدام، وزارت ارشاد آیین‌نامه‌ای را به شورای انقلاب فرهنگی ارائه داد که پس از تصویب آن وبگاه‌های بیشتری تحت فیلترینگ قرار بگیرند. بسیاری معتقدند که این اقدام خلاف قانون است و شورای انقلاب فرهنگی نمی‌تواند بخش‌نامه‌ای که حاوی مجازات باشد را تصویب کند.
در مرداد ۸۵، دولت آیین‌نامهٔ «سامان‌دهی فعالیت سایت‌های اینترنتی» را ابلاغ کرد. بر اساس این آیین‌نامه، همهٔ وبگاه‌های اینترنتی باید در وزارت ارشاد به ثبت برسند.
مواردی که استفاده از آن‌ها در وبگاه‌ها ممنوع شد:
1. نشر مطالب الحادی و مخالف موازین اسلامی
2. اهانت به دین اسلام و مقدسات آن
3. ضدیت با قانون اساسی و هرگونه مطلبی که استقلال و تمامیت ارضی کشور را خدشه‌دار کند.
4. اهانت به رهبری و مراجع تقلید
5. تحریف یا تحقیر مقدسات دینی، احکام مسلم اسلام، ارزش‌های انقلاب اسلامی و مبانی تفکر سیاسی امام خمینی
6. اخلال در وحدت و وفاق ملی
7. القای بدبینی و ناامیدی در مردم نسبت به مشروعیت و کارآمدی نظام اسلامی
8. اشاعه و تبلیغ گروه‌ها و احزاب غیرقانونی
9. انتشار اسناد و اطلاعات طبقه‌بندی شدهٔ دولتی و امور مربوط به مسائل امنیتی، نظامی و انتظامی
10. اشاعهٔ فحشا و منکرات و انتشار عکس‌ها و تصاویر و مطالب خلاف اخلاق و عفت عمومی
11. ترویج مصرف سیگار و مواد مخدر
12. ایراد افتراء به مقامات و هر یک از افراد کشور و توهین به اشخاص حقیقی و حقوقی
13. افشای روابط خصوصی افراد و تجاوز به حریم اطلاعات شخصی آنان
14. فعالیت‌های تجاری و مالی غیرقانونی و غیرمجاز از طریق شبکهٔ اطلاع‌رسانی و اینترنت از قبیل: جعل، اختلاس و قمار
15. انتشار اطلاعات حاوی کلیدهای رمز بانک‌های اطلاعاتی، نرم‌افزارهای خاص، صندوق‌های پست الکترونیکی یا روش شکستن آن‌ها
16. خرید و فروش و تبلیغات در شبکهٔ اطلاع‌رسانی و اینترنت از کلیهٔ کالاهایی که منع قانونی دارند.
17. هر گونه نفوذ غیرمجاز به مراکز دارندهٔ اطلاعات خصوصی و محرمانه و تلاش در جهت شکستن قفل رمز سیستم‌ها
18. هر نوع حمله به مراکز اطلاع‌رسانی و اینترنتی دیگران برای از کار انداختن یا کاهش کارایی آن‌ها
19. هر گونه تلاش برای انجام شنود و بررسی بسته‌های اطلاعاتی در حال گذر در شبکه که به دیگران تعلق دارد و نیز ایجاد هر گونه شبکه و برنامهٔ رادیویی و تلویزیونی بدون هویت و نظارت سازمان صدا و سیما.

#### انتخابات ریاست جمهوری دهم

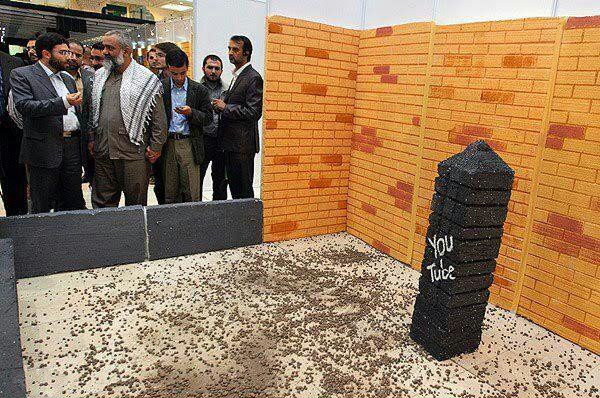
سردار نقدی در غرفهٔ رمی جمرات یوتیوب

در جریان دهمین انتخابات ریاست جمهوری که رقبای احمدی‌نژاد به دلیل عدم دسترسی به صدا و سیما و روزنامه‌ها به اینترنت روی آوردند دولت احمدی‌نژاد بسیاری از شبکه‌های اجتماعی و وبگاه‌های اشتراک فیلم و عکس و پیام‌رسانی همچون فیس بوک، یوتیوب، توییتر، فلیکر، وبگاه ایرانی «کلوب» و همچنین وبگاه‌های خبری آنان را فیلتر کرد. در روزهای انتخابات ایران نیز تقریباً تمامی وبگاه‌های حامی میرحسین موسوی اعم از اصلاح‌طلب و اصولگرایان متمایل به ایشان فیلتر شدند که با اعتراض عمومی مواجه گردید.
همچنین در این دوره دولت شروع به فیلتر اینترنت در سطوح دیگر نیز کرد. در این دوره درگاه‌های مورد استفاده پیام‌رسان‌های الکترونیک (مانند جی. تاک، یاهو مسنجر و…) فیلتر و از دسترس خارج شدند و همچنین ارتباط با بسیاری از نشانی‌های امن که از فناوری ssl استفاده می‌کردند، دچار وقفه و در نتیجه امکان ورود به وبگاه‌هایی که نیازمند ارتباط امن بودند (مانند جیمیل) با مشکل مواجه شد.

### فیلترینگ در دولت دهم
از ابتدای سال ۱۳۸۹ در صفحهٔ نمایش‌دهندهٔ پیغام فیلتر شدن وبگاه مورد نظر، اسامی تعدادی از وبگاه‌های دولتی نمایش داده می‌شد که مخاطبان را ترغیب به بازدید از آن‌ها می‌نمود. این اقدام با مخالفت مدیران سایر وبگاه‌های خصوصی فیلتر نشده مواجه شد و آن‌ها این اقدام را برخلاف قانون استفادهٔ آزاد (رقابت‌پذیری) از پایگاه‌های اینترنتی دانستند.
در اوایل بهمن‌ماه ۱۳۹۰، وبگاه تابناک به نقل از یک مقام قضایی خبر از احتمال فیلترشدن وبگاه‌هایی داد که در روند بازار طلا و ارز اخلال ایجاد می‌کنند، در این خبر آمده بود که استفاده از عبارت‌هایی مثل «بازار غیررسمی» و «پیش‌بینی کارشناسان»، غلط و غیر معتبر است و در صورت احراز تخلف، به جرم «اخلال در نظام اقتصادی» با آن‌ها برخورد و وبگاه به دستور مقامات قضایی مسدود خواهد شد.
حکومت ایران برای جلوگیری از اطلاع‌رسانی دربارهٔ تظاهرات هواداران جنبش سبز در ۲۵ بهمن ۱۳۸۹ حتی برای مدتی واژهٔ «بهمن» را در موتورهای جستجوی اینترنتی فیلتر کرد.
در سال ۱۳۹۰ در آستانه جشن سالگرد انقلاب ۵۷ ایران با توجه به اعلان تظاهرات اعتراض‌آمیز در ۲۵ بهمن، سرویس‌های جیمیل و ایمیل یاهو، پورت‌های وی پی ان و همچنین پروتکل HTTPS از اولین دقایق روز ۲۰ بهمن فیلتر شد. در پی این اقدام احمد توکلی، رئیس مرکز پژوهش‌های مجلس، نسبت به «فیلترینگ مردم‌آزار» هشدار دارد و آن را «هزینه‌تراشی» دانست و خواستار توضیح منطقی دربارهٔ آن شد.
سعید مهدیون، مدیرعامل سابق سازمان فناوری اطلاعات، دربارهٔ ایمیل ملی و علت بسته شدن سرویس ای میل‌هایی نظیر جی میل و یاهو در بهمن ماه ۱۳۹۰ گفت: «در مورد بسته شدن این سرویس اگر هر کسی اعتراضی داشته باشد، باید به سازمان تنظیم مقررات و ارتباطات رادیویی منتقل کند؛ ولی از نظر بنده این یک فرصت حساب می‌شود و باید مردم کشور به سمت ایمیل ملی هدایت شوند.»
در تاریخ ۸ بهمن ۱۳۹۱ وبگاه تابناک با حکم دادستانی تهران از دسترس کاربران خارج شد. انتشار تعدادی از نظرات مخاطبان در ذیل یک خبر منتشر شده که حاوی برخی کلمات اهانت‌آمیز نسبت به مجلس و دولت بوده دلیل اصلی انسداد سایت تابناک بیان گردید. وبگاه پس از ۷ روز، در تاریخ ۱۵ بهمن ۱۳۹۱، رفع فیلتر شد.
ایران که بنا به گزارش سایت "ادی ان اس " دسترسی به یک چهارم سایت‌های اینترنتی جهان را مسدود کرده است، یکی از بدنام‌ترین کشورها در زمینهٔ آزادی اینترنت است. حکومت ایران یکی از حکومت‌هایی است که سرعت اینترنت در ایران را کنترل و محدود نگاه داشته است. وضعیت فیلترینگ و موانع دسترسی به اینترنت در دوران هشت سالهٔ ریاست‌جمهوری محمود احمدی‌نژاد شدیدتر و نام ایران بارها به عنوان "دشمن آزادی اینترنت" ذکر شد. جدیدترین گزارش مؤسسهٔ آمار و ریاضیات "آکامای" نیز رکورد "عقب‌مانده‌ترین سرعت اینترنت" در جهان را به نام ایران ثبت کرده است.

### فیلترینگ در دولت یازدهم
با آغاز به کار دولت حسن روحانی خبرهایی در مورد استفادهٔ برخی از مقامات جمهوری اسلامی از رسانه‌هایی اجتماعی انتشار یافت که از جملهٔ آن‌ها استفادهٔ محمدجواد ظریف وزیر امور خارجهٔ ایران از توییتر و فیسبوک بود. در شهریور ۱۳۹۱ وبگاه‌های فیسبوک و توییتر — که از زمان اعتراضات به انتخابات ریاست جمهوری سال ۱۳۸۸ ایران فیلتر بوده‌اند — به صورت موقت از فیلتر خارج شدند که از سوی برخی از رسانه‌های خارجی به عنوان نشانه‌های احتمالی تغییر سیاست جمهوری اسلامی در زمینهٔ محدودیت آزادی ارتباطات شهروندانش تعبیر شد. عبدالصمد خرم‌آبادی، دبیر کارگروه تعیین مصادیق محتوای مجرمانه، در این باره اعلام کرد که مشکل احتمالاً از برخی آی‌اس‌پیها بوده است و نسبت به قصور و مسئولیت کیفری آن‌ها هشدار داد. در ۲۶ شهریور دسترسی به این وبگاه‌ها بار دیگر ناممکن شد.

#### فیلترینگ هوشمند
با دستور حسن روحانی در آبان ۱۳۹۳، طرح فیلترینگ هوشمند اینترنت در سه مرحله به اجرا درآمد.

### فیلترینگ در دولت دوازدهم
در پی تظاهرات ۱۳۹۶ ایران در دی ماه دولت اقدام به فیلترینگ دو پیام‌رسان معروف تلگرام و اینستاگرام نمود. تلگرام پس از حدود دو هفته رفع فیلتر شد. اما در اردیبهشت ماه سال ۱۳۹۷ تلگرام با دستور قضایی فیلتر شد.
همچنین از سال ۲۰۱۲ به بعد، مسدود کردن یا کاستن از سرعت ارتباط با پورت ۴۴۳ از ترفندهای بکار رفته برای قطع یا دشوار کردن دسترسی کاربران به فیلترشکن‌ها، پیام‌رسان‌ها و سایر نرم‌افزارهای متکی بر پروتوکل اچ‌تی‌تی‌پی‌اس بوده است.
به گزارش رادیو فردا، ابوالحسن فیروزآبادی، رئیس مرکز ملی فضای مجازی ایران، چین را به عنوان «الگویی» موفق در سانسور و فیلتر کردن اینترنت دانست که این کار را با مشابه سازی اپلیکیشن‌ها و ابزارها انجام داده است. وی افزود «در صورتی که پلتفرم‌ها از قوانین ایران تبعیت نکنند» یا برای نظام «مسائل فرهنگی، اجتماعی، سیاسی و امنیتی ایجاد کنند»، فیلتر خواهند شد.
وزیر ارتباطات دولت دوازدهم از تجارت کلان و بسیار گسترده پر سود خرید و فروش فیلترشکن، پروکسی، ساکس۵ و VPN (وی‌پی‌ان) خبر داد که سود بسیار زیادی را برای تولیدکنندگان و فروشندگان آن نتیجه داشته است.

#### خاموشی اینترنتی در سال‌های ۱۳۹۶، ۱۳۹۸ و ۱۴۰۰
یکی از روش‌های پایان دادن به اعتراضات به ویژه سراسری (از جمله در اعتراضات سال‌های ۱۳۸۸، اعتراضات دی ۱۳۹۶ ایران و اعتراضات آبان ۱۳۹۸ ایران)، قطع نمودن اینترنت به گونه موقت و نیز فیلتر یا مسدود کردن شمار قابل توجهی از تارنماها… ست.
بر پایه برخی از منابع، خاموشی‌های اینترنتی توسطنظام جمهوری اسلامی ایران و در برابر اعتراضات آبان ۱۳۹۸ ایران تا اعتراضات تابستان ۱۴۰۰ ایران بارها رخ داده است.

### فیلترینگ در دولت چهاردهم
سید ستار هاشمی، وزیر ارتباطات، اعلام کرد که رفع فیلترینگ به‌طور جدی در دستور کار دولت قرار دارد. وی از برگزاری جلسات متعدد در مرکز ملی فضای مجازی خبر داد و ابراز امیدواری کرد که در یکی دو هفته آینده به نتایج ملموسی دست یابند. هاشمی تأکید کرد که برای تصمیم‌گیری نهایی، همگرایی و اقناع‌سازی در شورای عالی فضای مجازی ضروری است. مسعود پزشکیان، رئیس‌جمهور، با اشاره به اهمیت رفع فیلترینگ، بیان کرد که مجلس، قوه قضاییه و وزارت ارتباطات در حال بحث و رایزنی هستند تا با نگاهی مشترک و به دور از اختلاف، این موضوع را حل‌وفصل کنند. در دی‌ماه ۱۴۰۳ شورای عالی فضای مجازی، برنامه‌هایی برای تسهیل دسترسی به پلتفرم‌های خارجی مورد بررسی قرار داد. بر اساس گزارش‌ها، در مرحله اول این برنامه، بازگشایی گوگل پلی و واتس‌اپ انجام شد. با توجه به تحولاتی که در دولت پزشکیان در مورد فیلترینگ انجام شده است، به نظر می‌رسد که فرایند رفع فیلترینگ برخی پلتفرم‌های بین‌المللی در ایران آغاز شده است.

#### گزارش کیفیت اینترنت ایران – ۱۴۰۴
گزارشی که در تاریخ ۱۲ مرداد ۱۴۰۴ توسط کمیته اینترنت و زیرساخت‌های انجمن تجارت الکترونیک تهران منتشر شد، نشان می‌دهد که سانسور سیستماتیک اینترنت در ایران مانعی جدی بر سر راه توسعه دسترسی آزاد به اطلاعات است. در این گزارش، ایران در جایگاه ۹۷ از میان ۱۰۰ کشور جهان از نظر کیفیت اینترنت قرار گرفته است؛ جایگاهای که تا حد زیادی ناشی از فیلترینگ گسترده و محدودسازی منابع آنلاین توسط دولت است. به باور نویسندگان گزارش، تا زمانی که این سیاست‌های محدودکننده ادامه یابند، کیفیت خدمات اینترنتی در کشور بهبود نخواهد یافت.

## دستگیری ادمین‌ها
سپاه پاسداران، پلیس ایران در پروژه‌هایی مانند پروژه عنکبوت و بستن وبگاه نارنجی، سازندگان و گردانندگان سایت‌ها و صفحه‌های شبکه اجتماعی ناشر و اخبار و اشتراک گذاران محتوا ضد روایت حکومت را دستگیر می‌کند.

## مفقود شدن کنشگران آزادی اینترنت
در سال ۱۴۰۲ دو کنشگر آزادی اینترنت، یوسف قبادی و سگارو مفقود شدند. یوسف قبادی توسعه‌دهندهٔ Oblivion بود که امکان استفاده از کلودفلر وارپ را در ایران فراهم می‌کرد. سگارو نیز در زمینه آموزش مباحث مربوط به شبکه و وی‌پی‌ان فعالیت داشت.

## ایجاد نسخهٔ کپی ایرانی سایت و برنامه‌های محبوب
از دیگر پروژه‌هایی که در دولت نهم و دهم آغاز شد تأسیس نسخهٔ فارسی سایت‌ها و شبکه‌های اجتماعی محبوب و پرمخاطب با کارکرد و گاه حتی چهرهٔ یکسان است. آپارات به جای یوتیوب، فارسی‌فیس و فیس‌نما به جای فیسبوک، موتور جستجو و ایمیل ملی برخی از شناخته‌شده‌ترین این اقدامات است.
الگوی جمهوری اسلامی ایران در ساخت نسخهٔ وطنی سایت‌های محبوب، چین است که سال‌هاست به جای گوگل، جستجوگر بایدو و به جای توئیتر شبکهٔ اجتماعی کاملاً مشابه را راه‌اندازی کرده است. استقبال چندانی از این نسخه‌های وطنی صورت نگرفت و علی‌رغم صرف هزینهٔ هنگفت این تلاش دولت برای جذب و کنترل بیشتر کاربران عملاً به شکست انجامید.
تأسیس «ایمیل ملی» برای مقابله با اقبال کاربران به جی میل از دیگر اقدامات این پروژه بود. در تیرماه ۱۳۹۲ و آخرین هفته‌های کاری دولت دهم نیز محمدحسن نامی، وزیر ارتباطات و فناوری اعلام کرد که زین پس هر ایرانی در کنار کدپستی، یک ایمیل ملی خواهد داشت. به گفتهٔ نامی برای دریافت این ایمیل باید به دفاتر پستی مراجعه و بعد از ثبت مشخصات، شناسهٔ کاربری دریافت کرد. اقدامی که ناظران از آن به‌عنوان گام جدی دیگری در کنترل ارتباطات شهروندان یاد می‌کنند.

## خرید و فروش فیلترشکن
با توجه به فیلتر بودن بسیاری از وبسایت‌ها در ایران، خرید و فروش و استفاده از انواع ابزار دور زدن محدودیت‌ها رواج دارد. انتشار فیلترشکن طبق قوانین جمهوری اسلامی جرم محسوب می‌شود و می‌تواند مجازاتی تا یک سال زندان درپی داشته باشد. در شهریور ۱۳۹۸ وزیر ارتباطات و فناوری اطلاعات در جلسهٔ علنی مجلس از وجود مافیای فیلترشکن و تجارت چند صد میلیاردی فروش فیلترشکن سخن گفته بود. در آبان همان‌سال معاون آذری جهرمی از اجرای طرحی برای دسترسی به اینترنت بدون فیلتر با استفاده از «وی‌پی‌ان قانونی» برای قشرهای مختلف جامعه خبر داد. او کارگروه تعیین مصادیق محتوای مجرمانه را متولی اجرای این طرح اعلام کرد که خودش مسئولیت سانسور اینترنت در ایران را بر عهده دارد.

## افشاگری نماینده مجلس از پشت پرده فیلترینگ در ایران
جواد نیک بین عضو کمیسیون فرهنگی مجلس در برنامه‌ای در صداوسیما به صورت زنده با انتقاد از وضعیت فیلترینگ در کشور گفت: من خودم فوتبال می‌بینم، مردم دسترسی به فضای مجازی را دارند ولی به سختی. وی ادامه داد: من معتقدم و صریحاً می‌گویم که نویسندگان برنامه فیلترینگ همان‌هایی هستند که نویسندگان وی‌پی‌ان هم هستند؛ یعنی کسی که برنامه فیلترینگ را می‌نویسد یا خودش مستقیماً یا به واسطه چند نفر وی‌پی‌ان را می‌فروشد.
این نماینده مجلس افشا کرد که گردش مالی وی‌پی‌ان‌ها دست کسانی است که فیلتر می‌کنند.
نیک بین گفت: ما به وزارت ارتباطات رفتیم و آنجا اعتراض کردند که آقای نیک بین شما تحقیق و تفحص را امضا کردید که برای خارج از کشور است. در صورتیکه این درست نیست؛ یعنی برای خارج از کشور نیست بلکه برای داخل کشور است و وی‌پی‌ان فروش‌ها داخل کشور هستند.

## نهادها و ابزارهای فیلترینگ
فیلترینگ در ایران بر اساس قوانین مصوب در شورا عالی فضای مجازی و مجلس شورای اسلامی اعمال می‌گردد و طیف گسترده‌ای از وبگاه‌های اینترنتی، از پورنوگرافی گرفته تا سیاسی را در بر می‌گیرد. گرچه مسدود کردن دسترسی به وبگاه‌های اینترنتی در ایران جنبهٔ قانونی دارد، اما روند آن، به ویژه برای وبگاه‌های سیاسی و اجتماعی، به درستی مشخص نیست و سیاست‌های آن غیرشفاف است. یکی از مشاوران قوهٔ قضائیه ایران تعداد وبگاه‌های فیلتر شده تا آبان ۸۷ را پنج میلیون برشمرد.
نهادهای دخیل در فیلترینگ ایران گسترده و ساختاری پیچیده دارند، از جملهٔ نهادهای مهم می‌توان به شورای عالی فضای مجازی، کارگروه تعیین مصادیق محتوای مجرمانه، ارتش سایبری جمهوری اسلامی ایران و پلیس فتا اشاره کرد. همچنین در بخش خصوصی می‌توان به دو شرکت پیمانکار فیلترینگ «شرکت یافتار پژوهان پیشتاز رایانش» و «شرکت داده پردازی دوران» اشاره کرد که نام آنها به صراحت در ایمیل‌های نَشت کرده از ایمیل سرور دادگستری آمده است. در این میان رهبر جمهوری اسلامی ایران دارای نقشی مهم در تعیین افراد اصلی تأثیرگذار بر نهادهای فیلترینگ دارد. شورای عالی فضای مجازی بالاترین نهادی است که مسئولیت تعیین سیاست‌های کلی فضای مجازی را در برابر جنگ نرم با کشورهای غربی بر عهده دارد و مستقیماً به دست رهبر جمهوری اسلامی در سال ۲۰۱۲ میلادی تشکیل شده. شورای عالی فضای مجازی تعیین‌کنندهٔ محتواهایی از وب است که غیرقانونی تشخیص می‌دهد. این شورا فهرست وبگاه‌هایی که باید مسدود شوند را بر پایهٔ ملاک‌هایی چون خلاف هنجارهای جامعه بودن، خلاف شئون اسلامی بودن، تهدید بودن برای امنیت ملی، و تبلیغ روش‌های دور زدن فیلترینگ تعیین می‌کند. این شورا و کارگروه تعیین مصادیق رابطهٔ نزدیکی دارند و دارای اعضای مشترک نیز هستند. دفتر دادستان کل بر کمیته‌های فیلترینگ نظارت دارد و فهرست فیلترینگ را به شرکت مخابرات ایران و شرکت خدمات ارتباطات داده‌ها و نهادهای مرتبط دیگر ابلاغ می‌کند. شرکت مخابرات ایران بخشی از فهرست را مستقیماً از راه کنترل شبکهٔ عمومی داده‌ها اعمال می‌کند و مسئولیت بخشی دیگر را به رساننده‌های خدمات اینترنتی می‌سپارد که همگی مجبورند پهنای باند خود را از طریق شرکت مخابرات خریداری کنند.
از سوی دیگر رسانندگان اینترنتی همگی زیر نظر سازمان تنظیم مقررات و ارتباطات رادیویی هستند که از نظر قانونی آن‌ها را موظف می‌کند سیاست‌های تعیین‌شده توسط کارگروه تعیین مصادیق محتوای مجرمانه را اجرا کنند.
مسدود کردن وبگاه‌های اینترنتی در ایران با تصمیم کمیته‌ای تحت نظارت شورای عالی انقلاب فرهنگی با حضور نمایندگان صداوسیما، مخابرات و وزارت اطلاعات صورت می‌گیرد و شرکت خدمات ارتباطات داده‌ها مجری تصمیم‌گیری این کمیته است.
برخی سایت‌ها اینترنتی نیز مستقلاً با دستور قوه قضائیه فیلتر یا دفاتر آنان پلمپ گردید.
نهاد تصمیم‌گیرنده در مورد فیلترینگ در ایران، «کارگروه تعیین مصادیق محتوای مجرمانه» است که متشکل از سیزده عضو از قوای سه‌گانه می‌باشد.

### ابزار مورد استفاده برای فیلترینگ
تحقیقات در مورد روش‌های فیلترینگ اینترنت در ایران محدود بوده است که این برمی‌گردد به محدودیت دسترسی‌ها اتصالات شبکهٔ داخلی ایران و خطراتی که برای مشارکت‌کنندگان در این نوع مطالعات وجود دارد. همچنین ایران به صورت مداوم در شیوه‌های فیلترینگ خود تغییر ایجاد می‌کند.
بر اساس گزارش «سیتیزن لب» دانشگاه تورنتو، ایران برای فیلترینگ وبسایت‌ها از ابزارهای ساخت شرکت «بلو کوت» مستقر در کالیفرنیای آمریکا استفاده می‌کند. در حالی که به گفته «سیتیزن لب» این ابزارها که در آمریکا برای ایجاد امنیت در اینترنت استفاده می‌شوند می‌توانند برای جلوگیری از دسترسی به اطلاعات و همین‌طور بررسی و ذخیره اطلاعات شخصی به کار گرفته شوند.
رسانندگان خدمات اینترنتی در ایران موظفند نرم‌افزارهای کنترل محتوا که توانایی بررسی و مسدود کردن محتوا، زیر نظر گرفتن ترافیک‌های نشانی‌های آی‌پی و فعالیت‌های کاربران اینترنت را دارند نصب کنند. این نرم‌افزارها به گونه پیکربندی می‌شوند که بتوانند وبگاه‌ها را بر پایهٔ کلیدواژه‌هایی که توسط رساننده و مدیران شبکه تعیین می‌شوند، فیلتر کنند.
در ایران از فناوری بازرسی ژرف بسته‌ها که توانایی کنترل درلحظهٔ داده‌ها را دارد نیز استفاده می‌شود. یک شرکت چینی به نام ZTE در سال ۲۰۱۰ میلادی این فناوری را به ایران فروخت که می‌تواند خطوط خانگی، همراه و اینترنت را زیر نظر بگیرد. مشخص نیست که به غیر از مبازره با ابزارهای ضد فیلتر، این فناوری تا چه حد مورد استفاده قرار می‌گیرد.
در آغاز فیلترینگ در ایران، رسانندگان هر کدام جداگانه آی‌پی‌هایی که متعلق به وبگاه‌های دارای «محتوای غیراخلاقی» بودند را مسدود می‌کردند، رفته‌رفته این سامانه جای خود را به سامانه‌ای که مستقیماً زیر نظر شرکت مخابرات ایران کنترل می‌شد داد. هم‌اکنون حکومت ایران از چندین روش متفاوت برای فیلترینگ اینترنت استفاده می‌کند، این روش‌ها عبارتند از:
محدودکردن پهنای باند مشترکاندر ایران به مدت ۹ سال (سالهای ۸۵ تا ۹۴) پهنای باند اینترنت خانگی به ۱۲۸ کیلوبیت بر ثانیه محدود می‌شد که کارکرد آن، دشوار کردن دسترسی کاربران خانگی به محتواهای چندرسانه‌ای بود).
تغییرمسیر سامانهٔ نام دامنهپرسمان از سامانهٔ نام دامنه در ایران گاهی منجر به گرفتن نشانی اینترنتی نادرست محلی (۱۰٫۱۰٫۳۴٫۳۴) می‌شود.
پالایش میزبان‌ها و کلیدواژه‌ها اچ‌تی‌تی‌پیگاهی فیلترینگ با دستکاری هدرهای میزبان اچ‌تی‌تی‌پی انجام می‌شود. همچنین گاهی دسترسی به نشانی‌های وبی که دارای کلیدواژه‌های مشخصی هستند مسدود شده است. در گذشته فهرست سیاهی که این واژه‌ها را دربرداشته تنها حاوی کلمات کلماتی بود که برای دسترسی به وبگاه‌های دارای محتوای بزرگسالان به کار می‌رفت، اما امروزه این فهرست سیاه برای فیلتر کردن موضوعات حساس سیاسی و اقتصادی نیز به کار گرفته می‌شود.
ایجاد وقفه در اتصالمشاهده شده است که ایران به‌ویژه در مقاطع حساس سیاسی و اقتصادی مانند انتخابات ریاست جمهوری، در اتصالات اینترنت خود وقفه می‌اندازد. این وقفه‌ها گاهی منحصراً روی یک پروتکل مشخص اینترنتی یا یک وبگاه مشخص ایجاد می‌شوند و گاهی به‌طور کامل کل ترافیک اینترنتی را تحت تأثیر قرار می‌دهند. گزارش شده است که برخی از پروتکل‌ها همچون اچ‌تی‌تی‌پی‌اس، تونل‌های وی‌پی‌ان، و اس‌اس‌اچ در مقاطع زمانی مختلف مسدود یا کُند شده‌اند.
مسدود کردن پورت‌هابعد از مسدود شدن اینستاگرام، گوگل پلی، اپ استور، لینکدین و برخی از بازی‌ها در مهر و آبان ۱۴۰۱ استفاده از فیلترشکن‌ها و پروکسی‌های شادوساکس به شدت افزایش یافت، دولت ایران اقدام به مسدود سازی پورت‌های پر استفاده در پروتکل‌های vpn مانند l2tp - pptp - http proxy - ipsec و IKEv2 کرد. حال برای اتصال به اینترنت ، کلاینت باید از دولایه فیلترینگ عبور کند، لایه «پروتکل فیلترینگ» و لایه «آیپی فیلترینگ».

فیلترینگ جدید در ایران (اضافه شدن «پروتکل فیلترینگ» به شبکه سانسور اینترنتی ایران)

همچنین گفته می‌شود ایران قادر به انجام حملات مرد میانی است و در سال ۲۰۱۱ میلادی فردی که خود را ایرانی معرفی کرده بود توانست به گواهی‌نامه‌های امنیتی شرکت دیجی‌نوتار نفوذ کند و صدها گواهی‌نامهٔ جعلی برای وبگاه‌های مختلف از جمله گوگل جعل نمود. بعدها گزارش شد که این گواهی‌نامه‌های جعلی برای حمله به بیش از ۳۰۰٬۰۰۰ کاربر اینترنتی مورد استفاده قرار گرفته‌اند که بیشترشان از ایران بودند.

## طرح صیانت
طرح صیانت نام طرحی است که توسط نمایندگان دوره یازدهم مجلس شورای اسلامی پیشنهاد شده است. بسیاری از منتقدان طرح صیانت از فضای مجازی را پایان اینترنت آزاد در ایران و معادل «اینترنت ملی» می‌دانند؛ چیزی شبیه آنچه در چین جریان دارد.
منتقدان می‌گویند حامیان این طرح به دنبال اعمال فیلترینگ گسترده‌تر و پس از آن جایگزینی برخی اپلیکیشن‌ها هستند. از ۱۵ تیر ماه سال ۱۴۰۰، کارزاری در مخالفت با تصویب آن به راه افتاد و نامه مخالفت با این طرح خطاب به محمدباقر قالیباف، نماینده مجلس، دست‌کم از سوی بیش از یک میلیون کاربر ایرانی فضای مجازی امضا شد.
۷۴ نماینده مجلس که به این طرح رأی منفی داده‌اند از جمله مخالفان حکومتی این طرح هستند. اکثریت مخالفان این طرح ساخت سرویس‌های بومی با کیفیت مشابه را غیرممکن می‌دانند و این طرح را باعث نابودی کسب‌وکارهای اینترنتی و تهدید بیشتر آزادی بیان و حریم شخصی کاربران می‌شمارند.
۴۸ کسب و کار بزرگ دیجیتال در ایران مانند دیجی‌کالا، کافه بازار، آپارات، ابرآروان، اسنپ و غیره، در بیانیه‌ای با ابراز مخالفت با طرح صیانت از حقوق کاربران در فضای مجازی، خواهان تجدید نظر در رابطه با مطرح شدن این طرح در مجلس و توقف آن شدند. در همین راستا بسیاری از خبرنگاران و فعالان رسانه‌ای هم در واکنش به این طرح راهکارهای مخالفت با طرح صیانت را در ۱۸ بند ارائه کرده‌اند که مردم می‌توانند به کمک این روش‌ها اعتراض خود به طرح صیانت از کاربران در فضای مجازی را به گوش مسئولان برسانند.
سازمان گزارشگران بدون مرز روز چهارشنبه ششم مرداد ضمن محکوم کردن طرح محدودکننده اینترنت در ایران، این قانون را «تبعیضِ دیجیتال» علیه حق آگاهی مردم و برگرفته از روش «سانسور در چین» خواند.

## اینترنت طبقاتی
اینترنت طبقاتی نوعی دسترسی به اینترنت بسته به تخصص، جایگاه اجتماعی، کار و نزدیکی به حکومت است. در این نوع دسترسی حق دسترسی به اینترنت، محدود به گروه‌های خاصی می‌شود. جمهوری اسلامی پس از خیزش ۱۴۰۱ ایران، به دنبال اجرای این نوع اینترنت است. در اردیبهشت ۱۴۰۲، کاربران کارزار مخالفت با اینترنت طبقاتی راه انداختند و آن را «تبعیض آمیز» و «آپارتاید نو» نامیدند.
در خرداد ۱۴۰۲، طرح ارائه اینترنت طبقاتی به استادان و اعضای هیئت علمی دانشگاه‌ها عملیاتی شد. اینترنت طبقاتی برای اساتید «اینترنت باز»، و برای پارک فناوری پردیس «اینترنت فناوران» نامیده شده است.

## فیلتر وبگاه‌های سرشناس

فیلترشدن پرشین بلاگ

بعضی از وبگاه‌های مطرح ایران و جهان مانند جستجوگر گوگل، جستجوگر بینگ، فیس‌بوک و توییتر، وبگاه اکبر هاشمی رفسنجانی، وبگاه سید محمد خاتمی، سحام نیوز، پرشین بلاگ، بلاگفا، بلاگر، وردپرس، خبر آنلاین، عصر ایران، تراوین، وی‌چت و وبگاه سفارت کشور بریتانیا در ایران به صورت موقت یا دائم فیلتر و از دسترس خارج شده‌اند.
وبگاه گوگل پلاس نیز در ۲۰ تیر ۱۳۹۰ در حالی که چند روز از راه‌اندازی آن نگذشته بود در ایران فیلتر و از دسترس کاربران ایرانی خارج شد.
مطابق تبصرهٔ ۳ مادهٔ ۱ قانون مطبوعات ایران که در سال ۱۳۷۹ به این قانون الحاق شده است، کلیهٔ وبگاه‌های خبری و نشریات الکترونیکی باید برای فعالیت‌های خود مجوز دریافت کنند. نداشتن مجوز علاوه بر اینکه می‌تواند موجب فیلترشدن وبگاه گردد، جرم نیز محسوب می‌شود.
ویکی‌پدیای فارسی نیز توسط کمیته‌ای متشکل از چندین سازمان با استناد به قانون جرایم رایانه‌ای در نیمه‌شب ۱۱ مهر ۱۳۸۹ (۳ اکتبر ۲۰۱۰) مسدود (فیلتر) شد که تا ظهر آن روز فیلتر بود اما پس از آن رفع فیلتر شد.
سرویس جیمیل و بیشتر سرویس‌های گوگل در تاریخ ۲ مهر ۱۳۹۱ به‌طور رسمی فیلتر شد. این فیلترینگ، به دنبال اعتراضات ایجاد شده در جوامع مسلمان به انتشار پیش‌نمایش فیلم ضداسلامی بی‌گناهی مسلمانان و عدم حذف آن از یوتیوب (که وابسته به گوگل است) صورت گرفت. در گزارش ماه اکتبر احمد شهید نموداری از صفحه‌های فیلترشده در وبگاه ویکی‌پدیا وجود دارد که نشان می‌دهد ۹۴۶ صفحه در این وبگاه فیلتر شده‌اند که از این میان ۴۱۴ مورد به مسایل مدنی و سیاسی، ۱۸۹ مورد به مسایل جنسی، ۱۳۷ مورد به مسایل مذهبی و ۹۷ مورد به مسایل حقوق بشری مربوط است.

### صفحهٔ فیلترینگ (پیوندها)
در سال ۱۳۸۹ صفحهٔ ساده‌ای که حاوی «برابر قوانین جمهوری اسلامی ایران و دستور مقامات قضایی دسترسی به این سایت مجاز نمی‌باشد» بود، جای خود را به صفحهٔ رنگی پیوندها داد که کاربران اینترنت در ایران را به چند سایت محدود مورد تأیید مسئولان راهنمایی می‌کند. آمار بازدید از این صفحه چنان زیاد بود که با گذشت چند ماه از راه‌اندازی آن، در پایان شهریورماه ۱۳۸۹ رتبهٔ هجدهم را در وبگاه الکسا به خود اختصاص داد.
در پایان بهمن ۱۳۸۹ این سایت در جایگاه پنجمین سایت پربازدید ایران در رتبه‌بندی سایت الکسا قرار گرفت.

### اظهارنظرها
محمدرضا آقامیری، عضو کارگروه تعیین محتوای مجرمانه اینترنتی، در گفتگو با خبرنگار مهر اظهار داشت: «جی‌میل ممکن است به کمک اخلالگران بیاید، ما هیچ وقت گوگل را در خدمت‌رسانی به کاربران ایرانی مناسب نمی‌بینیم چرا که گوگل در خدمت سازمان سیا است. اینترنت مهمان ناخوانده است و به زودی «فیلترینگ یکپارچه و بومی» راه‌اندازی خواهد شد و گوگل «علم دشمنی» با نظام برداشته است.»
در بهمن ماه ۱۳۹۰، چندین روز درگاه‌های وی پی ان و همچنین پروتکل HTTPS بسته شد و خدمات ای میل در ایران با قطع شدن مواجه شد که باعث اعتراض برخی خبرگزاری‌های داخل ایران شد. سعید مهدیون، مدیرعامل شرکت فناوری اطلاعات، دربارهٔ ایمیل ملی و علت بسته شدن سرویس ای میل‌هایی نظیر جی میل و یاهو در بهمن ماه ۱۳۹۰ گفت: «در مورد بسته شدن این سرویس اگر هر کسی اعتراضی داشته باشد، باید به سازمان تنظیم مقررات و ارتباطات رادیویی منتقل کند؛ ولی از نظر بنده این یک فرصت حساب می‌شود و باید مردم کشور به سمت ایمیل ملی هدایت شوند.»

## گستره فیلترینگ
| حوزه | درصد فیلترشده |
| --- | ------------- |
| محتوای بزرگسالان | ۹۵٫۴          |
| پانصد وبگاه برتر الکسا | ۴۸٫۴          |
| هنر | ۴۷٫۸          |
| جامعه | ۴۰            |
| اخبار | ۲۸٫۴          |
| مذهبی | ۲۷            |
| رایانه | ۲۱٫۴          |
| بازی | ۱۹٫۲          |
| خرید | ۱۸٫۶          |
| ورزش | ۱۸٫۶          |
| کودک و نوجوان | ۱۸٫۶          |
| تجارت | ۱۸٫۴          |
| سرگرمی | ۱۴٫۸          |
| خانه | ۱۰٫۴          |
| سلامت | ۱۰٫۲          |
| ایران | ۶٫۴           |
| علم | ۶٫۲           |
| مرجع | ۴٫۵           |
| این نمودار بر پایهٔ یک آزمایش در مورد پربازدیدترین وبگاه‌های الکسا در ماه مهٔ سال ۲۰۱۳ میلادی و در مورد یک رسانندهٔ خدمات اینترنتی خاص در ایران تهیه شده است. |               |